# Grúzia a 2022. évi téli olimpiai játékokon
Grúzia a kínai Pekingben megrendezett 2022. évi téli olimpiai játékok egyik részt vevő nemzete volt. Az országot az olimpián 3 sportágban 9 sportoló képviselte, akik érmet nem szereztek.

## Alpesisí
Férfi
| Versenyző       | Versenyszám      | 1. futam      | 1. futam      | 2. futam | 2. futam | Összesítés | Összesítés |
| Versenyző       | Versenyszám      | Idő           | Hely.         | Idő      | Hely.    | Idő        | Helyezés   |
| --------------- | ---------------- | ------------- | ------------- | -------- | -------- | ---------- | ---------- |
| Soso Japharidze | Óriás-műlesiklás | nem ért célba | nem ért célba | kiesett  | kiesett  | kiesett    | kiesett    |
| Soso Japharidze | Műlesiklás       | 1:02,02       | 41.           | 55,87    | 30.      | 1:57,89    | 32.        |

Női
| Versenyző      | Versenyszám      | 1. futam | 1. futam | 2. futam | 2. futam | Összesítés | Összesítés |
| Versenyző      | Versenyszám      | Idő      | Hely.    | Idő      | Hely.    | Idő        | Helyezés   |
| -------------- | ---------------- | -------- | -------- | -------- | -------- | ---------- | ---------- |
| Nino Tsiklauri | Óriás-műlesiklás | 1:04,49  | 41.      | 1:05,38  | 35.      | 2:09,87    | 34.        |
| Nino Tsiklauri | Műlesiklás       | 1:00,11  | 47.      | 1:00,37  | 42.      | 2:00,48    | 42.        |

## Műkorcsolya
| Versenyző                    | Versenyszám  | Rövid program | Rövid program | Kűr    | Kűr   | Összesítés | Összesítés |
| Versenyző                    | Versenyszám  | Pont          | Hely.         | Pont   | Hely. | Pont       | Helyezés   |
| ---------------------------- | ------------ | ------------- | ------------- | ------ | ----- | ---------- | ---------- |
| Morisi Kvitelashvili         | Férfi egyéni | 97,98         | 5.            | 170,64 | 11.   | 268,62     | 10.        |
| Anastasiia Gubanova          | Női egyéni   | 65,40         | 10.           | 135,58 | 10.   | 200,98     | 11.        |
| Karina Safina Luka Berulava  | Páros        | 66,11         | 9.            | 126,33 | 8.    | 192,44     | 9.         |
| Maria Kazakova Georgy Reviya | Jégtánc      | 67,08         | 18.           | 97,25  | 19.   | 164,33     | 19.        |

Csapat
| Versenyző | Versenyszám   | Rövid program    | Rövid program    | Rövid program    | Rövid program    | Rövid program | Rövid program | Kűr              | Kűr              | Kűr              | Kűr              | Kűr        | Kűr        |
| Versenyző | Versenyszám   | Férfi            | Női              | Páros            | Jégtánc          | Összesítés    | Összesítés    | Férfi            | Női              | Páros            | Jégtánc          | Összesítés | Összesítés |
| Versenyző | Versenyszám   | Pont Csapat pont | Pont Csapat pont | Pont Csapat pont | Pont Csapat pont | Pont          | Hely.         | Pont Csapat pont | Pont Csapat pont | Pont Csapat pont | Pont Csapat pont | Pont       | Helyezés   |
| --- | ------------- | ---------------- | ---------------- | ---------------- | ---------------- | ------------- | ------------- | ---------------- | ---------------- | ---------------- | ---------------- | ---------- | ---------- |
| Morisi Kvitelashvili (F) Anastasiia Gubanova (N) Karina Safina / Luka Berulava (P) Maria Kazakova / Georgy Reviya (J) | Csapatverseny | 92,37 7          | 67,56 7          | 64,79 5          | 64,60 3          | 22            | 6.            | kiesett          | kiesett          | kiesett          | kiesett          | kiesett    | kiesett    |

## Szánkó
| Versenyző           | Versenyszám | 1. futam | 1. futam | 2. futam | 2. futam | 3. futam | 3. futam | 4. futam | 4. futam | Összesítés | Összesítés |
| Versenyző           | Versenyszám | Idő      | Hely.    | Idő      | Hely.    | Idő      | Hely.    | Idő      | Hely.    | Idő        | Helyezés   |
| ------------------- | ----------- | -------- | -------- | -------- | -------- | -------- | -------- | -------- | -------- | ---------- | ---------- |
| Saba Kumaritashvili | Férfi egyes | 1:00,211 | 30.      | 1:00,146 | 32.      | 1:00,036 | 31.      | kiesett  | kiesett  | 3:00,393   | 31.        |